# Displasia tanatofora
La displasia tanatofora, detta anche nanismo tanatoforo, è una grave malattia scheletrica caratterizzata da cassa toracica e da arti sproporzionatamente piccoli; si osservano inoltre pieghe cutanee in eccesso a livello di braccia e gambe.

## Epidemiologia
La malattia ha un'incidenza stimata attorno a un caso ogni 60 000 nati vivi.

## Eziologia
La causa può risiedere in una mutazione genetica missenso che comporta un'alterazione del fattore di crescita dei fibroblasti di tipo 3. La mutazione è a carattere autosomico dominante.

## Clinica

### Segni e sintomi
I neonati con questa condizione hanno braccia e gambe sproporzionatamente corte, con pieghe di pelle sovrabbondante. Altri segni della patologia sono un torace stretto, coste piccole, polmoni sottosviluppati e una testa allargata con una fronte grande e occhi prominenti e distanziati. Esistono due sottotipi di displasia tanatoforica:
- Il tipo I è caratterizzato da rizomelia estrema, ossa lunghe arcuate, torace stretto, testa relativamente grande, lunghezza del tronco normale e assenza di craniosinostosi. La colonna vertebrale mostra platispondilia (vertebre appiattite), il cranio ha una base corta e, spesso, il foro occipitale è di dimensioni ridotte. La fronte è prominente e possono essere presenti ipertelorismo e deformità del naso. Mani e piedi sono normali, ma le dita sono tozze.[4]
- Il tipo II è caratterizzato da ossa lunghe corte e diritte, con craniosinostosi marcata. La forma delle vertebre è alterata (ricorda quella della lettera H maiuscola).[4]

### Esami strumentali e di laboratorio
È possibile riscontrare alterazioni scheletriche in sede di diagnosi prenatale mediante ecografia ostetrica, tuttavia a volte le ossa dei soggetti con displasia tanatofora, all'immagine ecografica, sembrano asimmetriche quando in realtà non lo sono: questo porta a volte all'errata diagnosi di osteogenesi imperfetta di tipo II.
La radiografia mostra la tipica forma arcuata delle ossa lunghe nel caso di displasia di tipo 1, mentre evidenzia la craniosinostosi presente nella displasia di tipo II.

## Prognosi
Il termine tanatoforo significa "portatore di morte" in greco antico, infatti i bambini con questa condizione di solito nascono morti o muoiono poco dopo la nascita per insufficienza respiratoria. Un piccolo numero di pazienti è sopravvissuto fino all'infanzia e pochissimi sono riusciti a superarla. I sopravvissuti hanno difficoltà a respirare da soli e necessitano di un supporto respiratorio, come ossigeno ad alto flusso attraverso una cannula o ventilazione artificiale tramite tracheotomia. Possono anche esserci svilupparsi complicazioni quali stenosi spinale e convulsioni. Al 2013, la persona vivente più longeva affetta da displasia tanatofora era una donna di 29 anni. Un uomo ha vissuto fino a 26 anni. Un altro uomo ha vissuto fino a 20 anni. Nel 1998 è stato riferito che un uomo di 21 anni affetto da questa condizione viveva negli Stati Uniti, mentre in Germania erano conosciuti due bambini con displasia tanatoforica di 10 e 12 anni, un maschio e una femmina. Nel mondo risultavano in vita, tra gli affetti da questa displasia, anche un bambino di 6 anni e due di un anno.